# Aurora Kiadó
Aurora Kiadó 1963-ban alapította Molnár József Münchenben. Évente 2-3 kötetet jelentetett meg, amelyeket 1983-ig saját nyomdájában állított elő. 1990-ig mintegy 60 kötetet adott közre, a köteteket sorozatokba foglalta, Aurora Kiskönyvtár és Aurora Kiskönyvek. Molnár József jelentette meg a Dissertationes Hungaricae ex historia Ecclesiae című egyháztörténeti sorozatot is. 
Az Aurora Kiadót olykor egyszerűen Aurora néven, Molnár Ny. (=Molnár Nyomda) vagy Molnár néven tüntetik fel. A kiadó léte a magyarországi rendszerváltás után okafogyottá vált. Molnár József emigrációban élt vagy élő magyar nyelven alkotó honfitársai írásainak kiadását vállalta, köztük:
- Borbándi Gyula
- Ferdinándy György
- Gombos Gyula
- Határ Győző
- Illyés Elemér
- Jákli István
- Jászi Oszkár
- Juhász Vilmos
- Kannás Alajos
- Kibédi Varga Sándor
- Kiss Menyhért
- Korek Valéria
- Lakatos Géza
- Major-Zala Lajos
- Mánfai Csaba
- Marczali Póli
- Mikes Margit
- Mirtse Ágnes
- Monoszlóy Dezső
- Muzsnay Jenő
- Nagy Kázmér
- Padányi-Gulyás Béla
- Peéry Rezső
- Salacz Gábor
- Sárközi Mátyás
- Schidt Vilmos
- Cs. Szabó László
- Szamosi József
- Tolvaly Ferenc
- Vándor Györgyi